# Jens Magnus Barfoed
Jens Magnus Barfoed (født 1. december 1914 på Christianshavn, død 11. december 2008) var en dansk civilingeniør og direktør.

## Karriere
Han var søn af maskinfabrikant Erik Barfoed (død 1963) og hustru Anna født Bech, blev student fra Frederiksborg Statsskole 1933 og cand.polyt. 1939, blev ingeniør hos A/S Burmeister & Wain samme år, ingeniør ved Orlogsværftet 1940, ingeniør II og chef for skibstegnestuen 1942, atter ansat hos A/S Burmeister & Wain 1943, teknisk sekretær hos skibsbygningsdirektøren 1945, overingeniør på skibsværftet 1949, underdirektør og chef for skibstegnestuen 1950 og slutteligt skibsværftsdirektør 1952-70.

## Tillidshverv
Barfoed var Ridder af Dannebrog, formand for arbejdsgruppen for skibsbygning under Dansk Ingeniørforening 1952-57; medlem af forretningsudvalget for Sammenslutningen af Arbejdsgivere inden for Jern- og Metalindustrien i Danmark 1953-69, af arbejdsudvalget 1961-68, af Dansk Arbejdsgiverforenings hovedbestyrelse 1961-70, af Industrirådet 1965-70; formand for Foreningen af Jernskibs- og Maskinbyggerier i Danmark 1961-67; medlem af forretningsudvalget for Hydro- og Aerodynamisk Laboratorium 1962-70, af Lloyds Register of Shipping's danske komité 1954-70, af bestyrelsen for Assurance-Compagniet Baltica A/S 1963-72, Rederi- og Handelsselskabet Montana A/S 1966 og Nordisk Ventilator Co. 1971, kommitteret direktør 1972; medlem af J C Hempel's legatfond til 1970; medlem af Akademiet for de Tekniske Videnskaber 1957 og Fellow of the Royal Institution of Naval Architects.
Han blev gift 12. oktober 1940 med Astrid Marie Larsen (9. august 1915 i København - ), datter af øjenlæge, dr.med. Harald Larsen og hustru Meta født Egebjerg. 